# Jörg W. Ziegenspeck
Jörg W. Ziegenspeck (* 18. Juli 1941 in Königsberg/Pr.) ist ein deutscher Erziehungswissenschaftler und seit 2009 emeritierter ordentlicher Professor an der Leuphana Universität Lüneburg. Er wirkte besonders auf dem Gebiet der Bildungspolitik/-reform, der Unterrichtsforschung, der Pädagogischen Diagnostik, der Orientierungsstufe und insbesondere der Modernen Erlebnispädagogik.

## Leben und Wirken
Seine Familie flüchtete am Ende des Zweiten Weltkrieges aus Ostpreußen über Mecklenburg und Schleswig-Holstein nach Kassel. Nach der Mittleren Reife absolvierte er eine Tischlerlehre. Anschließend besuchte Ziegenspeck in Kassel die Evangelische Höhere Fachschule für Sozialarbeit und war als Jugendsozialarbeiter beim Jugendamt der Hansestadt Lübeck tätig. Nachdem er die Begabtensonderprüfung abgelegt hatte, studierte er von 1966 bis 1969 an der Pädagogischen Hochschule in Lüneburg. Anschließend unterrichtete der Lehrer an der Sonderschule für Lernbehinderte in Gifhorn/Hann. Berufsbegleitend studierte er noch Pädagogik, Psychologie, Philosophie und Anthropologie an der TU Braunschweig und machte sein Diplom in Erziehungswissenschaft. 1972 wurde er wissenschaftlicher Mitarbeiter im Fach Psychologie des Fachbereichs Erziehungswissenschaft der Pädagogischen Hochschule Niedersachsen – Abt. Lüneburg (seit 1988 Universität Lüneburg). Im gleichen Jahr gründete Ziegenspeck die Arbeitsgruppe Orientierungsstufe, die unter seiner Leitung jahrzehntelang mit verschiedenen wissenschaftlichen Begleituntersuchungen der Bund-Länder-Kommission für Bildungsplanung und Forschungsförderung und des Niedersächsischen Kultusministeriums betraut wurde.
Im Jahre 1977 wurde Jörg W. Ziegenspeck an der Universität Bremen promoviert. Seine Dissertation lautete: Die Orientierungsstufe: Schulentwicklung zwischen Reform und Restauration. Drei Jahre später erfolgte auf der Grundlage weiterer wissenschaftlicher Forschungsarbeiten die Habilitation an der Gesamthochschule Kassel – Universität des Landes Hessen. Die ihm erteilte Lehrberechtigung bezog sich auf das Lehrgebiet Erziehungswissenschaft (Schulpädagogik unter besonderer Berücksichtigung der Sekundarstufe I). Von 1982 bis 1996 war er Professor für Psychologie an der Universität Lüneburg, wechselte dann als Professor in das Fach Erziehungswissenschaft über. In seiner jahrzehntelangen Tätigkeit als Hochschullehrer galt seine Aufmerksamkeit dem Auf- und Ausbau internationaler Beziehungen auf Universitätsebene:
So regte er die Lüneburger Partnerschaften mit den Universitäten in Prag (CZ), Ljubljana (SLO), Klagenfurt (A), Cáceres (E) und Kaliningrad (RUS) an. Auch die Tatsache, dass Ziegenspeck zwei weitere Dissertationen erfolgreich verteidigte (2001: Karls-Universität zu Prag/CZ und 2003: Baltische Föderale Immanuel-Kant-Universität (RUS), belegt einerseits die wissenschaftliche Dynamik, die ihn stets ausgezeichnet hat, andererseits seine Bemühungen, den internationalen Gedankenaustausch 'auf gleicher Augenhöhe' zu intensivieren (Fischer/Lehmann 2007, S. 594 f).
Er prägte den Begriff „Moderne Erlebnispädagogik“. Sein größtes Verdienst war die Etablierung der Erlebnispädagogik als anerkannte Teil-Disziplin der Erziehungswissenschaft in Deutschland. 1990 gründete er das Institut für Erlebnispädagogik e. V. und zeichnete 30 Jahre als Herausgeber der Zeitschrift für Erlebnispädagogik, die seit 1981 erschien, verantwortlich. Diese Zeitschrift fusionierte mit „e&l – erleben und lernen“ (Augsburg). 1987 gründete er den Bundesverband Erlebnispädagogik e. V.
Ziegenspeck war langjähriges Mitglied verschiedener Vereine u. a. der Deutschen Gesellschaft für Erziehungswissenschaft e. V., der Deutschen Korczak-Gesellschaft e. V., der Gewerkschaft Erziehung und Wissenschaft, der Gesellschaft zur Förderung Pädagogischer Forschung e. V., um nur einige der vielen zu nennen. Ferner ist er in den Beiräten pädagogischer Institutionen aktiv tätig, wie beispielsweise im Bundesverband Humane Schule e. V.
Er hat zahlreiche Publikationen veröffentlicht u. a. im selbstgegründeten Verlag „edition erlebnispädagogik“ (Lüneburg) zu Fragen der Bildungsforschung und Erziehung, insbesondere zur Erlebnispädagogik. Ziegenspeck ist Begründer mehrerer gemeinnütziger Vereine, neben den schon angeführten noch u. a.: Jugendschoner 'Hermine' e. V., Segelschiff 'Thor Heyerdahl' e. V., Sozialarbeit und Segeln e. V. sowie Kinder- und Jugendhilfe e. V. und Verein für Kinder-, Jugend- und Soziale Hilfen e. V. (KJSH) in Kiel.
Anlässlich seines 66. Geburtstags wurde Jörg W. Ziegenspeck zu Ehren eine Festschrift herausgegeben, in der ihm 66 Wegbegleiter Beiträge zu seinen Arbeitsschwerpunkten widmeten: Bewerten – Orientieren – Erleben. Unter den Autorinnen und Autoren waren Menschen, die der Erziehungswissenschaft nach dem Zweiten Weltkrieg Profil und Struktur gegeben hatten, u. a. Manfred Bönsch, Rainer Dollase, Carl-Ludwig Furck. Hartmut von Hentig, Karlheinz Ingenkamp, Ernst J. Kiphard, Wolfgang Klafki, Karl Josef Klauer, Heinrich Kupffer, Wolfgang Mitter, Wolfgang Nahrstedt, Hans Rauschenberger, Hermann Röhrs, Horst Rumpf, Hermann Schweppenhäuser, Rainer Winkel und Jürgen Zimmer.
Zu seinem 80. Geburtstag erschien ein Sammelband mit 6 Beiträgen, die den ehrenamtlich und beruflich erbrachten pädagogischen Leistungen, die Jörg W. Ziegenspeck in fünf Jahrzehnten auf unterschiedlichen Wirklichkeitsfeldern vorzeigen konnte, gewidmet sind und belegen, dass es ihm gelang, die „Moderne Erlebnispädagogik“ Ende der 1970er Jahre aus der Taufe zu heben, ihr praktische und theoretische Bedeutung zu verschaffen und sie schließlich als anerkannte Teildisziplin der Erziehungswissenschaft fest zu etablieren.

## Werke (Auswahl)
- Zensur und Zeugnis in der Schule, Hannover 1973, 4. Aufl., ISBN 978-3781509658
- Lernen für's Leben - Lernen mit Herz und Hand, Lüneburg 1986, ISBN 978-3-929058-01-7
- Erlebnispädagogik: Rückblick - Bestandsaufnahme - Ausblick: Bericht über den gegenwärtigen Entwicklungsstand der Erlebnispädagogik unter besonderer Berücksichtigung der Lüneburger Anstöße und Projekte. , edition erlebnispädagogik, Lüneburg 1992, 4. Aufl., ISBN 978-3895690822.
- Handbuch Zensur und Zeugnis in der Schule (unter Mitarbeit von Jens Lehmann): Historischer Rückblick, allgemeine Problematik, empirische Befunde und bildungspolitische Implikationen. Bad Heilbrunn 1999, ISBN 3-7815-0965-6
- Handbuch Orientierungsstufe, Bad Heilbrunn 2000, ISBN 978-3-7815-1079-1
- Handbuch Erlebnispädagogik, Bad Heilbrunn 2000, 2. Aufl., ISBN 978-3-7815-1582-6
- Bildungspolitik ohne Fortschritt - Bildungsreform ohne Effekt, Baltmannsweiler 2009, ISBN 978-3-8340-0568-7
- Going East. Mit dem Segelschiff in 180 Tagen um die Ostsee – Segeln in der "Dritten Hälfte" des Lebens, Augsburg 2010, ISBN 978-3940562531
- Auf nach Schottland – zum Wandern. Mit MY ‘NORDLICHT II‘ rund um England., Augsburg 2017, ISBN 978-3-944708-76-8